# Saint-Denis Saint-Leu football club
Saint-Denis Saint-Leu FC est un club de football français fondé à l'été 1996, à la suite de la fusion du FC Saint-Leu (qui évoluait en National) avec l'US Saint-Denis, club de Division d'honneur. Le but de la fusion était de créer un « grand club banlieusard à vocation européenne », susceptible d'occuper le tout nouveau Stade de France. 
Dominique Rocheteau en est le manager général. Le club pose sa candidature en mars 1998 pour en devenir le club résident. À l'issue de la saison 1997-1998, après seulement trois saisons d'existence et à la suite de difficultés financières, le club est rétrogradé administrativement en CFA. 
La saison suivante, malgré une 8e place en CFA le club est rétrogradé en DH. En dépit de ses problèmes financiers, le club réalise deux remarquables parcours en Coupe de France, avec deux qualifications pour les 32e de finale en 1998 (défaite 2-0 contre Lyon) et pour les 16e de finale en 1999 (défaite contre Rouen 2-0 après avoir battu Angers 1-0 en 16e).
En 1999 les deux villes se séparent et repartent chacune de leur côté en DH.

## Historique en championnat
| Saison  | Div.  | Class. | M.J. | Vic. | Nuls | Déf. | B.P. | B.C. | Dif. | Moy. Spec. | Coupe de France |
| 1996-97 | D3-A  | 7e     | 34   | 16   | 9    | 9    | 50   | 43   | +7   | n.c.       | 6e tour         |
| 1997-98 | D3    | 13e    | 34   | 9    | 11   | 14   | 32   | 42   | -10  | n.c.       | 1/32e           |
| 1998-99 | CFA-D | 8e     | 34   | 13   | 11   | 10   | 41   | 41   | 0    | n.c.       | 1/16e           |

## Anciens joueurs
- Jean-Marc Ferreri
- Yvan Lebourgeois
- Patrick Regnault
- Brahim Thiam
- Joël Tiéhi
- Sebastien Guyonnot
- Laurent Martin

• 🇫🇷 Klein claude

## Entraîneurs
- Charly Jean : 1994-1995
- Fabrice Picot
- Didier Notheaux : 1996-1997

## Sources
- France Football, Guide de la saison 1997-1998, 5 août 1997, page 68.